# Khu Lewisham của Luân Đôn

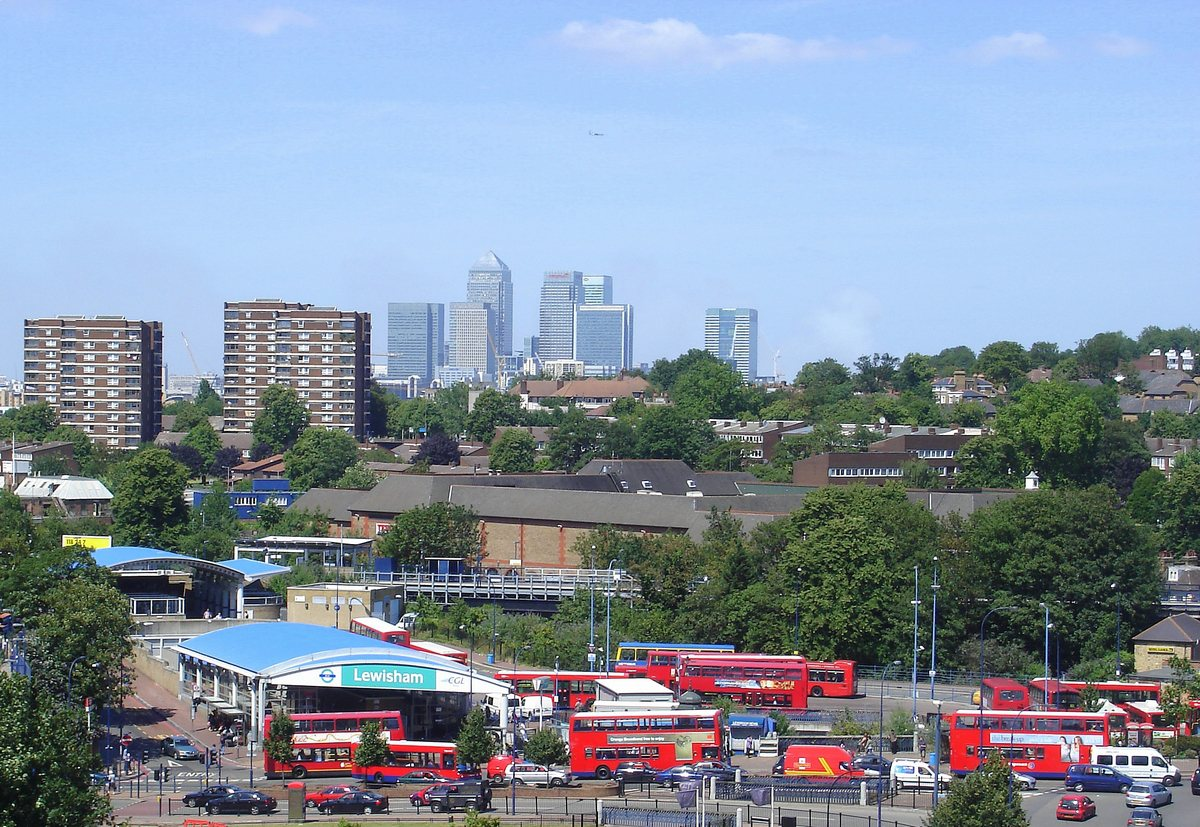
Lewisham, một trung tâm giao thông quan trọng

Khu Lewisham của Luân Đôn (tiếng Anh: London Borough of Lewisham) là một khu tự quản Luân Đôn ở đông nam của Luân Đôn, Anh, và tạo thành một phần của vùng Nội Luân Đôn. Khu định cư chính là khu này là Lewisham. Chính quyền địa phương là Hội đồng khu Lewisham London đóng ở Catford.
Prime Meridian chạy qua Lewisham.